# Reginald Denning
Sir Reginald Francis Stewart Denning (Whitchurch, 1894 – 1990) è stato un generale britannico.

## Biografia
Era il figlio di Charles e Clara Denning ed era il fratello di Alfred Thompson "Tom" Denning e di Norman Denning.

## Carriera
Si è unito all'esercito britannico, all'inizio della prima guerra mondiale come soldato semplice con la Queen's Westminsters e fu mandato sul fronte occidentale nel 1914, dove era di stanza a Ypres.
Nel 1915 venne trasferito Bedfordshire Regiment. Il 15 giugno 1915 fu gravemente ferito. Dopo aver eseguito in avanti in un assalto contro il fianco nemico vide alcuni soldati nascosti in una trincea. Corse per affrontarli è stato colpito alla testa, il proiettile passò attraverso la sua spalla e nella parte posteriore della sua testa. Fu creduto morto e riprese conoscenza circa dodici ore più tardi. Dopo esser stato operato venne rispedito in Inghilterra, con una placca di metallo nella sua testa.
Dopo aver recuperato le forze ritornò in Francia nel 1918 per unirsi al suo reggimento come comandante di compagnia, ma la ferita lo fece crollare. Dopo essere stato rimandato alla base è stato trasferito al quartier generale della Brigata con la 3ª Armata. Per il resto della guerra ha servito come capitano personale presso la sede della 3ª Armata, ma è stato trasferito di nuovo al suo reggimento nel 1919 per partecipare alla formazione del reggimento.
Lavorò per sei anni come aiutante di campo, tre anni per ogni battaglione regolare. Dopo l'addestramento tornato alla Bedfordshire Regiment e servì in India e in Inghilterra. Lasciò il reggimento nel 1936. Dopo le evacuazioni a Dunkerque, è stato nominato nel XI Corps per difendere il South East England.
È stato promosso a Maggiore Generale nel 1943 per guidare la pianificazione per il D-Day. Dopo il successo dell'operazione è stato inviato al Comando dell'Estremo Oriente ed è diventato Chief Administrative Officer. Nel 1947 è stato nominato Capo di Stato Maggiore e nel 1949 fu promosso a tenente generale e fatto generale responsabile del comando di Northern Ireland District. Andò in pensione nel 1952 con il grado di colonnello del reggimento e ha contribuito a organizzare la fusione dei reggimenti provinciali in unità più grande, formando la Royal Anglian Regiment e servì come primo colonnello. Dopo il suo ritiro divenne presidente dei Soldiers', Sailors' and Airmen's Families Association e lavorò con l'organizzazione da oltre 20 anni.